# Dahara
Dahara era una regió del nord de l'Imperi Hitita propera a la costa de la mar Negra i a l'est de Tummanna, que rebia el seu nom d'un riu.
Va estar en mans dels kashka al segle xiv aC però els hitites la van recuperar cap a la meitat del segle. El rei Subiluliuma I, va anar a reconquerir els territoris que els kashka havien ocupat
cap a l'any 1330 aC. El territori de Dahara, que ja havia conquerit, va començar de nou les hostilitats, i el rei va tornar a la vora del riu, va incendiar tot el territori i també el territori de la ciutat propera de Tapapinuwa. Des d'allà va tornar a Timuhala, que els kashka van rendir, i el rei no la va destruir.